# Дорсолатеральна префронтальна кора
Дорсолатеральна префронтальна кора (скорочено длПФК) — область у префронтальній корі головного мозку приматів. Це одна з найновіших з точки зору еволюції частин людського мозку. Вона проходить тривалий період дозрівання, який триває до зрілого віку. ДлПФК є не анатомічною структурою, а скоріше функціональною. Вона розташована у середній лобовій звивині людини (тобто латеральна частина ділянки Бродмана (BA) 9 і 46). У макак вона знаходиться навколо головної борозни (тобто в області Бродмана 46). Інші джерела вважають, що длПФК анатомічно відноситься до BA 9 і 46 і BA 8, 9 і 10.
ДлПФК має зв'язки з орбітофронтальною корою головного мозку, а також з таламусом, частинами базальних гангліїв (зокрема, дорсального хвостатого ядра), гіпокампу та первинних і вторинних асоціативних областей неокортекса (включаючи задню скроневу, тім'яну та потиличну області). ДлПФК також є кінцевою точкою дорсального шляху (потоку), який відповідає за взаємодію зі стимулами.
Важливою функцією длПФК є виконавчі функції, такі як робоча пам'ять, когнітивна гнучкість, планування, гальмування та абстрактне міркування. Однак длПФК не відповідає виключно за виконавчі функції. Будь-яка складна розумова діяльність вимагає додаткових коркових і підкіркових контурів, з якими пов'язаний длПФК. ДлПФК також є найвищою зоною кори, яка бере участь у плануванні, організації та регулюванні моторики.

## Структура
Оскільки длПФК складається з просторових селективних нейронів, вона має нейронну схему, яка охоплює весь діапазон підфункцій, необхідних для виконання інтегрованої відповіді, як-от: сенсорне введення, утримання в короткочасній пам'яті та рухова сигналізація. Історично длПФК визначається зв'язком із верхньою скроневою часткою, задньою тім'яною часткою, передньою та задньою поясною часткою, премоторною корою, ретроспленіальною корою та неоцеребеллумом. Ці з'єднання дозволяють длПФК регулювати діяльність цих областей, а також отримувати інформацію з цих областей і регулюватися ними.

## Функція

### Основні функції
ДлПФК відома залученістю до виконавчих функцій, що є загальним терміном для управління когнітивними процесами, включаючи робочу пам'ять, когнітивну гнучкість і планування. Кілька завдань були дуже помітними в дослідженнях длПФК, наприклад завдання A-не-Б, завдання із затримкою відповіді та завдання з пошуку об'єктів. Поведінкове завдання, яке найбільше пов'язане з длПФК, — це комбіноване завдання A-не-Б/відкладена відповідь, у якому суб'єкт має знайти прихований об'єкт після певної затримки. Це завдання вимагає утримання інформації в пам'яті (робочій пам'яті), що, як вважають, є однією з функцій длПФК. Важливість длПФК для робочої пам'яті була посилена дослідженнями з дорослими макаками. Пошкодження, які руйнували длПФК, порушили виконання макаками завдання A-не-Б/відкладена відповідь, тоді як ураження інших частин мозку не погіршили їх продуктивність у цьому завданні.
ДлПФК не потрібна для пам'яті окремого елемента. Таким чином, пошкодження дорсолатеральної префронтальної кори не погіршує пам'ять розпізнавання. Проте, якщо необхідно порівняти два предмети з пам'яті, залучення длПФК є обов'язковим. Люди з пошкодженим длПФК не здатні впізнати картинку, яку вони бачили, через деякий час, коли їм дають можливість вибрати з двох зображень. На додаток, ці суб'єкти також не пройшли Вісконсинський тест сортування карток, оскільки вони втрачають правильне на даний момент правило і наполегливо впорядковують свої картки за попереднім правильним правилом. Крім того, оскільки длПФК відповідає за бодрість думок і перевірку реальності, вона не активна, коли людина спить. Так само длПФК найчастіше пов'язана з порушенням вольового напруження, уваги і мотивації. У пацієнтів із незначним ураженням длПФК спостерігається втрата інтересу до оточуючого середовища, а також відсутність спонтанності в мові та поведінці. Пацієнти також можуть бути менш уважними, ніж зазвичай, до людей і подій, які вони знають. Пошкодження цієї ділянки в людини також призводить до відсутності мотивації робити щось для себе та/або для інших.

#### Прийняття рішень
ДлПФК бере участь в ухваленні як ризикованих, так і моральних рішень; длПФК активується, коли людям доводиться приймати моральні рішення, наприклад, як розподілити обмежені ресурси. Ця область також активна, коли виникає інтерес до вартості і переваг альтернативних виборів. Подібним чином, коли існують варіанти вибору альтернатив, длПФК надає перевагу найбільш справедливому варіанту та пригнічує спокусу максимізувати особисту вигоду.

#### Робоча пам'ять
Робоча пам'ять — це система, яка активно зберігає кілька фрагментів тимчасової інформації у свідомості, де ними можна маніпулювати. ДлПФК важлива для робочої пам'яті; знижена активність у цій області корелює з поганою продуктивністю завдань робочої пам'яті. Однак інші області мозку також задіяні в робочій пам'яті.
Триває дискусія про те, чи спеціалізується длПФК на певному типі робочої пам'яті, а саме на обчислювальних механізмах для моніторингу та маніпулювання об'єктами, чи вона має певний вміст, а саме зорово-просторову інформацію, яка дає можливість подумки представляти координати в межах просторового домену.
Були також деякі припущення, що функція длПФК у вербальній та просторовій робочій пам'яті латералізована в ліву та праву півкулі відповідно. Сміт, Джонідес і Кеппе (1996) спостерігали латералізацію активації длПФК під час вербальної та візуальної робочої пам'яті. Завдання вербальної робочої пам'яті в основному активували ліву длПФК, а завдання візуальної робочої пам'яті в основному активували праву длПФК. Мерфі та ін. (1998) також виявили, що завдання вербальної робочої пам'яті активували праву і ліву длПФК, тоді як завдання просторової робочої пам'яті переважно активували ліву длПФК. Рейтер-Лоренц та ін. (2000) виявили, що активація длПФК демонструє виражену латералізацію вербальної та просторової робочої пам'яті у молодих людей, тоді як у літніх людей ця латералізація була менш помітною. Було висловлено припущення, що це зменшення латералізації могло бути пов'язане з рекрутуванням нейронів з протилежної півкулі, щоб компенсувати занепад нейронів із старінням. Загалом, длПФК є складною і все ще не повністю зрозумілою.

### Вторинні функції
ДлПФК також може брати залучена до актів обману та брехні, що, як вважається, перешкоджає нормальній схильності говорити правду. Дослідження також показують, що використання ТМС на длПФК може перешкоджати здатності людини брехати або говорити правду.
Крім того, підтверджуючі дані свідчать про те, що длПФК також може відігравати роль у коригуванні поведінки, спричиненої конфліктом, наприклад, коли особа вирішує, що робити, коли стикається з суперечливими правилами. Одним із способів перевірки цього є тест Струпа, у якому суб'єктам показують назву кольору, надрукованого кольоровими чорнилами, а потім просять якомога швидше назвати колір чорнила. Конфлікт виникає, коли колір чорнила не відповідає назві надрукованого кольору. Під час цього експерименту відстеження активності мозку піддослідних показало помітну активність у длПФК. Активація длПФК корелювала з поведінковими характеристиками, що свідчить про те, що ця область підтримує високі вимоги завдання щодо вирішення конфлікту, і, таким чином, теоретично відіграє роль у взятті контролю.
ДлПФК також може бути пов'язана з людським інтелектом. Однак, навіть коли виявлені кореляції між длПФК і людським інтелектом, це не означає, що весь людський інтелект є функцією длПФК. Іншими словами, цю область можна віднести до загального інтелекту в ширшому масштабі, а також до дуже конкретних ролей, але не до всіх ролей. Наприклад, використання таких досліджень зображень, як ПЕТ і фМРТ, вказує на участь длПФК у дедуктивному, силогістичному міркуванні. Зокрема, під час діяльності, яка потребує силогістичного міркування, ліві зони длПФК особливо й постійно активні.
ДлПФК також може бути залучена до тривоги, спричиненої загрозою. В одному експерименті учасників попросили оцінити себе як поведінково загальмованих чи ні. Ті, хто оцінив себе як поведінково загальмований, крім того, продемонстрували більшу тонічну (спокійну) активність у правій задній длПФК. Таку активність можна побачити за допомогою записів електроенцефалограми (ЕЕГ). Люди з загальмованою поведінкою частіше відчувають стрес і тривогу, коли стикаються з особливо загрозливою ситуацією. Згідно з однією теорією, сприйнятливість до занепокоєння може зрости в результаті поточної пильності. Докази цієї теорії включають дослідження нейровізуалізації, які демонструють активність длПФК, коли людина пильнує. Більш конкретно, існує теорія про те, що тривога, викликана загрозою, також може бути пов'язана з недоліками у вирішенні проблем, що призводить до невизначеності. Коли людина відчуває невизначеність, спостерігається підвищена активність длПФК. Інакше кажучи, таку активність можна простежити до тривоги, спричиненої загрозою.

#### Соціальне пізнання
Серед префронтальних часток длПФК, здається, є тою, що має найменший прямий вплив на соціальну поведінку, але, здається, вона надає ясності та організації соціальному пізнанню. ДлПФК, здається, сприяє виконанню соціальних функцій через виконання своєї основної спеціальності — виконавчих функцій, наприклад, при вирішенні складних соціальних ситуацій. Соціальні сфери, в яких досліджується роль длПФК, це, серед іншого, соціальна перспектива та висновок про наміри інших людей або теорія розуму; придушення егоїстичної поведінки, і відданість стосункам.

#### Відношення до нейромедіаторів
Оскільки длПФК зазнає тривалих змін у процесі дозрівання, одна зміна, яку приписують длПФК для досягнення раннього когнітивного прогресу, це підвищення рівня нейромедіатора дофаміну в длПФК. У дослідженнях, де у дорослих макак були заблоковані рецептори дофаміну, було видно, що дорослі макаки мали дефіцит у виконанні завдання A-не-Б, ніби длПФК була повністю вилучена. Схожа ситуація спостерігалася, коли макакам вводили МФТП, який знижує рівень дофаміну в длПФК. Незважаючи на відсутність фізіологічних досліджень щодо участі холінергічних дій у підкіркових областях, поведінкові дослідження показують, що нейромедіатор ацетилхолін є важливим для функції робочої пам'яті длПФК.

## Клінічне значення

### Шизофренія
Шизофренію можна частково пояснити недостатньою активністю лобової частки. Дорсолатеральна префронтальна кора головного мозку особливо недостатньо активна, якщо людина страждає на хронічну шизофренію. Шизофренія також пов'язана з відсутністю нейромедіатора дофаміну в лобовій частці. Дисфункції длПФК є унікальними серед пацієнтів із шизофренією, оскільки ті, у кого діагностовано депресію, як правило, не мають такої ж аномальної активації длПФК під час завдань, пов'язаних із робочою пам'яттю. Робоча пам'ять залежить від стабільності та функціональності длПФК, тому знижена активація длПФК призводить до того, що пацієнти з шизофренією погано виконують завдання, пов'язані з робочою пам'яттю. Низька продуктивність сприяє додатковим обмеженням обсягу робочої пам'яті, які перевищують обмеження для звичайних пацієнтів. Когнітивні процеси, які сильно впливають на длПФК, такі як пам'ять, увага та обробка інформації вищого порядку, є функціями, які після спотворення сприяють хворобі.

### Депресія
Поряд з областями мозку, такими як лімбічна система, дорсолатеральна префронтальна кора головного мозку значною мірою займається великим депресивним розладом (ВДР). ДлПФК може сприяти депресії через емоційну причетність до розладу на стадії придушення. Хоча завдання з робочою пам'яттю, здається, зазвичай активують длПФК, його зменшений об'єм сірої речовини корелює зі зниженою активністю. ДлПФК також може мати зв'язки з вентромедіальною префронтальною корою (вмПФК) головного мозку у своїх функціях при депресії. Це можна пояснити тим, що когнітивні функції длПФК також можуть включати емоції, а емоційні ефекти вмПФК також можуть включати самосвідомість або саморефлексію. Пошкодження або ураження длПФК також може призвести до збільшення прояву симптомів депресії.

### Стрес
Вплив сильного стресу також може бути пов'язаний із пошкодженням длПФК. Зокрема, гострий стрес негативно впливає на вищу когнітивну функцію, відому як робоча пам'ять, яка також простежується як функція длПФК. В експерименті дослідники використовували функціональну магнітно-резонансну томографію (фМРТ), щоб зафіксувати нейронну активність у здорових людей, які брали участь у завданнях у стресовому середовищі. Коли стрес впливав на суб'єктів, їх нейронна активність показала зниження активності, пов'язаної з робочою пам'яттю, у длПФК. Ці висновки не тільки демонструють важливість області длПФК по відношенню до стресу, але вони також припускають, що длПФК може відігравати роль в інших психічних розладах. У пацієнтів із посттравматичним стресовим розладом (ПТСР), наприклад, щоденні сеанси повторюваної транскраніальної магнітної стимуляції (пТМС) правої дорсолатеральної префронтальної із частотою 10 Гц призвело до більш ефективної терапевтичної стимуляції.

### Вживання психоактивних речовин
Розлади вживання психоактивних речовин можуть корелювати з дорсолатеральною дисфункцією префронтальної кори. Було показано, що ті, хто вживає наркотики в рекреаційних цілях, схильні до ризикованої поведінки, що, ймовірно, пов'язане з дисфункцією длПФК. Виконавчі контрольні функції длПФК в осіб, які вживають наркотики в рекреаційних цілях, можуть мати зв'язок, який є меншим у таких областях факторів ризику, як передня поясна кора та острівець. Цей ослаблений зв'язок спостерігається навіть у здорових суб'єктів, наприклад, у пацієнта, який продовжував приймати ризиковані рішення з роз'єднанням між длПФК та інсулою. Ураження длПФК може призвести до безвідповідальності та звільнення від заборон, а вживання наркотиків може викликати таку ж реакцію готовності або натхнення до сміливих дій.

#### Алкоголь
Алкоголь створює дефіцит функції префронтальної кори. Оскільки передня частина кори поясної частини головного мозку гальмує будь-яку невідповідну поведінку шляхом обробки інформації до виконавчої мережі длПФК, як зазначалося раніше, це порушення зв'язку може призвести до таких дій. У завданні, відомому як Кембриджське завдання ризику, було показано, що учасники із розладами вживання речовин мають нижчу активацію длПФК. Зокрема, у тесті, пов'язаному з алкоголізмом, завдання під назвою «Колесо фортуни» мало активацію длПФК у підлітків із сімейною історією алкоголізму. У підлітків, у сім'ї яких не було хворих на алкоголізм, не спостерігалося такого ж зниження активності.